# Michael Kwiatkowski

Wappen von Michael Kwiatkowski

Michael Kwiatkowski (* 21. November 1961 in Hamiota, Manitoba) ist ein kanadischer Geistlicher und Bischof der Eparchie New Westminster der Ukrainischen griechisch-katholischen Kirche.

## Leben
Michael Kwiatkowski studierte von 1980 bis 1986 als Seminarist des Päpstlichen Ukrainischen Kollegs Sankt Josaphat Philosophie und Theologie an der Päpstlichen Universität Heiliger Thomas von Aquin. Erzbischof Maxim Hermaniuk CSsR spendete ihm am 14. September 1985 die Diakonen- und am 28. Juli des folgenden Jahres die Priesterweihe für die Erzeparchie Winnipeg.
Im Jahr 1989 erwarb er in Lincoln, Nebraska, einen Abschluss in Bioethik. Von 1994 bis 2000 studierte er am Päpstlichen Orientalischen Institut in Rom, wo er im Fach Ostkirchenrecht zunächst das Lizenziat erwarb und anschließend promoviert wurde. Von 1996 bis 2005 war er in der Ukraine unter anderem als Kanzler der Kurie und Vorsitzender des Großerzbischöflichen Gerichtshofes tätig. Außerdem war er Vizerektor der Ukrainischen Katholischen Universität (UKU) in Lemberg. An der UKU lehrte er als Professor für Kirchenrecht und war Dekan der pastoraltheologischen Fakultät. 2005 kehrte er nach Kanada zurück und war von 2006 bis 2010 Spiritual am Priesterseminar in Ottawa. Ab 2014 war er Kanzler der Erzeparchie Winnipeg sowie Pfarrer der Pfarrei Sanctissima Eucharitia in Winnipeg.
Am 24. August 2023 ernannte ihn Papst Franziskus zum Bischof von New Westminster. Der Erzbischof von Winnipeg, Lawrence Daniel Huculak OSBM, spendete ihm am 8. November desselben Jahres die Bischofsweihe. Mitkonsekratoren waren der Erzbischof von Philadelphia, Boris Andrij Gudziak, und der Bischof von Edmonton, David Motiuk. Die Amtseinführung in New Westminster fand zehn Tage später statt.